# 수학적 미

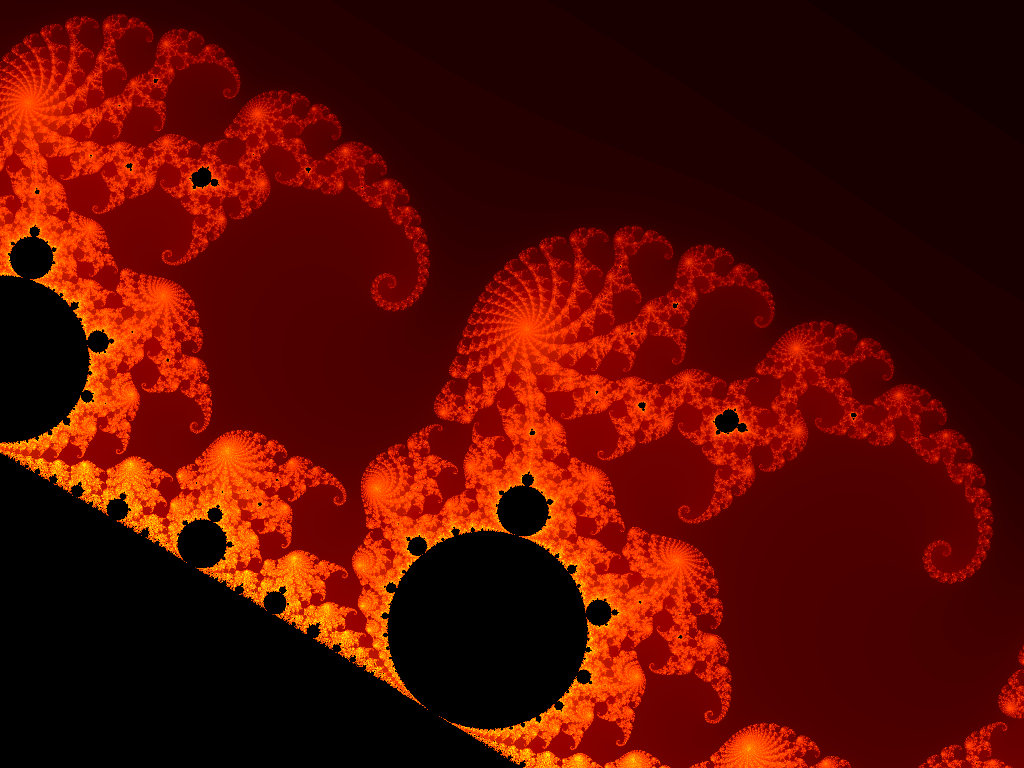
표현의 미의 일례: 망델브로 집합의 경계 부근, 중심 좌표 (0.282, -0. 01), 대각선 좌표 (0.278587, -0. 012560) ~ (0.285413, -0. 007440)의 영역의 확대.

수학적 미 (數學的美, 영어: mathematical beauty)는 수학에 관한 심미적·미학적인 의식·의의·측면을 여러 가지 관점으로부터 다루는 개념이다.
수학적 미(영어: mathematical beauty)와 수학의 미(beauty in mathematics)는 자주 동의로 취급해질지도 모르지만, 후자가 수학 그 자체의 심미성의 개념인데 비해 전자는 수학을 포함한 모든 사상의 수학적 측면에 주목해, 한편 후자를 포함할 수 있는 일이 그러한 차이이다. 따라서 본문에서는 전자의 의미에 근거해 논한다.
많은 수학자는 그들의 일, 일반적으로는 수학 그 자체로부터 미학적인 기쁨을 느끼고 있다.
그들은 수학 (혹은 적어도 수학이 있는 종의 측면)을 미로서 기술하는 것으로써, 이 기쁨을 표현하고 있다.
수학자는 예술의 한 형태 혹은 적어도 창조적인 행동으로서 수학을 표현하고 있다.
이것은 자주 음악이나 시를 대조로서 비교된다.
수학자 버트런드 러셀은 수학적 미에 관한 그의 인상을 다음 같이 표현했다.
그것을 올바르게 고찰된 수학에 있는 것은 진실만은 아니다. 거기에는 지고의 미, 즉, 조각이 가지는 냉담하고 엄숙한 미, 인간의 약한 성질이 끌리는 일 없이, 회화나 음악의 화려한 함정 없이, 여전히 숭고하고 순수한, 그리고 위대한 예술만이 보일 수 있는 강고한 완성도의 유능성을 갖추고 있다. 진정한 환희의 정신은 고양, 인류 이상의 것이라는 감각, 가장 탁월한 우월성의 시금석이며, 시가 그렇듯이 확실히 수학에서 발견되는 것이다.

헝가리의 수학자 에르되시 팔은 수학의 언어로의 표현 불가능성에 관한 그의 견해를 다음과 같은 말로 표현했다.
'수는 왜 아름다운 것인가. 그것은 베토벤의 교향곡 제9번이 왜 아름다운지 묻는 것이다. 당신이 그 답을 모르면, 다른 아무도 대답할 수 없다. 나는 수가 아름답다는 것을 알고 있다. 만약 수가 아름답지 않다면, 세상에 아름다운 것은 아무것도 없다.'

## 해법의 미·수법의 미
수학자는 수학의 증명 방법에 대해 특히 화려를 평가한다. 이것은 다음과 같은 문맥에 의존하는 의미를 가질 것이다.
- 최소한의 기존 사실이나 부가적 가정을 사용한 증명
- 비정상으로 간결한 증명
- 경악적인 방법에 의해 결론을 연역하는 증명 (예를 들면, 일견 무관계한 기존 정리를 이용한 증명)
- 새로운 독자적인 통찰에 근거하는 증명
- 유사한 문제군을 풀기 위한 일반화가 가능한 증명 방법

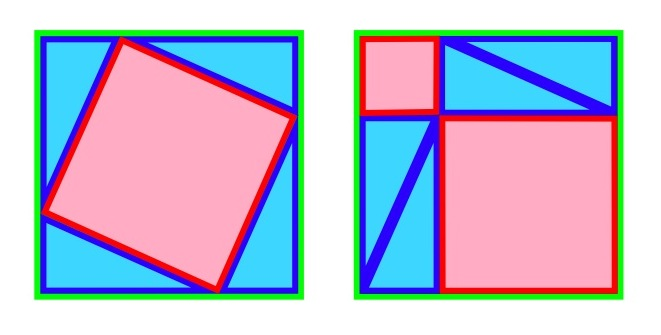
해법의 미의 일례: 삼평방의 정리의 단순하며 화려한 증명

해법의 미다수의 수단 안의 미의 발견
화려한 증명을 모색하는 가운데, 수학자는 자주 어느 결론을 증명하기 위한 복수의 독립인 방법을 만나지만, 최초로 발견된 증명 방법이 항상 최선이라고는 할 수 없다.
아마 가장 다수의 증명 방법이 알려져 있는 문제의 전형예는 삼평방의 정리이며, 지금까지 수백의 증명이 공표되고 있다.
해법의 미는 이 정리의 증명에도 일부 볼 수 있다.
오른쪽의 그림에 의하면, 이미 문장이나 수식 등을 부여할 필요는 전혀 없고, 그림만으로부터 그 정리의 성립을 알 수 있다.
간결함과 동시에 설명의 필요 없이 직감적인 이해를 형성하는 전형예이며, 위에서 열거한 다섯 개의 화려함의 쳐 적어도 최초의 네 개를 구비한다.
매우 많은 증명 방법이 발견되고 있는 다른 예로서 이차 상호 법칙을 들 수 있으며 카를 프리드리히 가우스에 의해 이 정리에 대해서 8개가 다른 증명이 공표되었다.
반대로, 논리적으로 올바르지만 방대한 계산량을 필요로 하는 결과, 너무 정성스러운 방법, 대단히 평범한 접근, 혹은 매우 강력한 정리나 기존의 결과를 다수 사용하는 증명 방법은 통상은 화려하다고는 간주해지지 않고, 추악이라든지 서투름이라고 평가될지도 모른다.
수법의 미모형의 아름다움
수학을 도구로서 이용한 가운데의 수법의 미의 하나로서 요하네스 케플러의 다면체 태양계 모형 가설을 들 수 있다.
케플러의 시대에는 태양계의 행성으로서 수성·금성·지구·화성·목성·토성의 6개 밖에 알려지지 않았었다.
케플러는 정다면체가 5종류 밖에 없는 것과 6개의 행성의 궤도에 의한 5개의 틈새에는, 정다면체와 구와의 외접·내접에 의한 관련성이 있다는 가설을 세웠다.
결과적으로는 이 가설은 그의 기대를 배반하게 되었지만, 후의 고전역학의 발전에 연결되었다. (#미와 철학도 참조)

## 결론의 미

결론의 미의 예: 복소평면에 있고, e^{0} = 1을 출발점으로서 시간 π에 대응하는 거리를 속도 i로 이동해 1을 가산하면, 0에 도달한다.

일견 무관계한 인상을 받는 둘이 다른 수학 분야를 연결하는 수학적인 결론에 미를 찾아내는 수학자도 있다.
그러한 결과는 자주 심원한 통찰에 의한 것이라고 표현된다.
어느 결과가 심원한 통찰에 의할 것인지 어떤지라는 것에 대하여 일반적인 동의를 얻는 것은 어렵지만, 몇 개의 예가 자주 인용된다. 그 하나는 오일러의 등식,
{\displaystyle e^{i\pi }+1=0}
이며, 일견 무관계하다고 생각되고 있던 네이피어 상수 (자연대수의 바닥) e, 허수 단위 i, 원주율 π의 사이에 곱셈 단위원의 1와 곱셈령원 (가법 단위원)의 0만을 이용한 단순한 관계를 주었다.
미국의 물리학자 리처드 파인만은 이 등식을 '수학에서 가장 특필해야 할 식' (The most remarkable formula in mathematics)으로 칭했다.
현대적인 예로는, 타원 곡선과 모듈러 형식의 사이의 중요한 관련성에 관한 타니야마 유타카와 시무라 고로에 의한 모듈러성 정리를 들 수 있다.
타니야마·시무라의 정리를 이용한 페르마의 마지막 정리의 해결에 관한 실적은 앤드루 와일스와 로버트 랭글랜즈에게 울프상 수학 부문의 수상을 가져왔다.
또, 괴물군을 모듈러 함수에 끈 이론을 통해 묶는 몬스트라스 밀조주는 리처드 보처즈에게 필즈상을 가져왔다.
여기서의 심원이라는 말의 대의어로서 자명을 사용한다.
자명한 방법은, 다른 기존의 결과로부터 명백 혹은 간단한 방법으로 연역할 수 있는 결과일지도 모르고, 하늘 집합과 같이 특정의 대상의 특정의 집합에만 적용할 수 있던 것일지도 모른다.
그렇지만 자주, 정리의 기술의 문장은, 그 증명이 꽤 명백해도 깊은 통찰을 하는데 충분히 독자적인가도 모른다.
영국의 수학자 고드프리 해럴드 하디는 그의 수필인 어느 수학자의 생애와 변명에서, 수학적 미는 경악의 한 요소로부터 생긴다고 시사하고 있다. 그에 대한 미국의 수학자·철학자인 쟌칼로 로타는 동의하지 않고, 다음과 같은 반례를 제시하고 있다.
'수학의 위대한 많은 정리는 그것이 최초로 출판되었을 때에 경악된다. 따라서 예를 들면 20년 남짓 전 (1977년 당시)의, 고차원의 초구에서의 이그조틱 구면 (이종 구면, en)의 존재의 증명은 경악해야할 것이라고 생각할 수 있었지만, 현재는 그 결론이 아름답다고는 누구에게도 말하게 하는 것은 아니다.'
그에 대해 아마 짓궂게도, Michael Monastyrsky는 다음 같이 적고 있다.
'7차원 초구에서의 다른 미분 구조에 관한 존 밀너의 아름다운 구성에 대해서는 그 이전으로는 유사한 발견을 찾는 것은 대단히 곤란하고, ... 미르나의 오리지날의 증명은 그만큼 구성적이지 않지만, 후에 E. 브리스콘은 그러한 미분 구조는 궁극적으로 명시적으로 아름다운 형태로 기술할 수 있는 것을 나타냈다.'
이 반대 의견은 수학적인 아름다움의 주관적인 요소와 그 수학적인 결론의 관련성의 양쪽 모두, 즉 이 경우는 이그조틱 구면의 존재성만은 아니고 그러한 구체적인 실현 수단도 표현하고 있다.

## 경험의 미
수와 기호의 조작으로부터 생기는 어떤 종류의 환희는, 모든 수학의 연구를 위해서 필요한 것이다.
과학 철학에서 그랬던 것처럼, 과학이나 공학에 수학이 도구로서 주어지면, 그 밖에 예가 없더라도 기술화 사회는 미학을 적극적으로 기를 것이다.
대부분의 수학자에서의 수학적 미의 현저한 경험은, 능동적인 수학의 연구 활동으로부터도 늘어뜨려진다. 수동적인 방법으로 수학의 기쁨을 즐기는 것은 대단히 어렵고, 특히 수학에서는, 구경꾼, 시청자, 방관자의 입장에서는 그러한 경험을 할 일은 없을 것이라고 여겨지고 있다. 버트런드 러셀은 이를 수학의 어려운 미로 칭하고 있다.

## 미로부터의 재발견
수학적 미는, 그 미라는 결과만으로 평가할 수 없다.
수학적 미를 추구하는 것은 새로운 사실의 발견의 계기가 되는 것은 드문 것은 아니다.
물리학자 폴 디락은 과학자가 취해야 할 행동에 대해 이렇게 말하고 있다.
'수학적 미를 가지는 이론은 실험적 데이터에 적합하는 보기 흉한 이론보다 더 확실한 것 같다. 신은 최고 다음 수학자이며, 삼라만상을 창조하기 위해서 매우 고도의 수학을 이용했다.'
즉, 이러한 양자택일을 재촉당했을 때에는 수학적 미를 가지는 이론을 선택하라, 문지르면 그것은 신이 창조한 진리에 가까워져, 새로운 진리의 발견에 연결된다는 훈시이다.

## 미와 철학

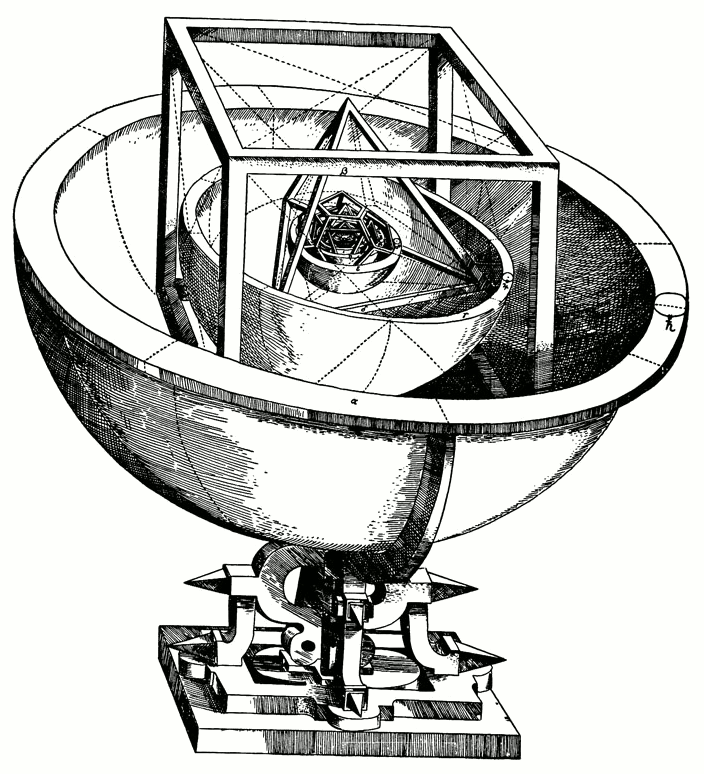
철학적 해석에 의한 미의 일례: 요하네스 케플러 초기의 다면체 태양계 모형.

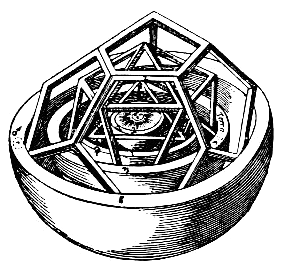
다면체 태양계 모형로의 태양의 근방.

수학자의 몇 할은 수학이라는 학문에서 이루어지는 것은 '발명'보다 '발견'에 가깝다는 의견을 가지고 있다. 그러한 수학자는 상세하고 정확한 수학의 결론은 현세에는 의존할리가 없는, 보편의 진리로서 다루어지는 것이라고 생각하고 있다. 예를 들면, 자연수의 이론은 특정의 전제를 필요로 하는 일 없이, 보편적으로서 유효한 것으로 의의는 주창하지 않는다. 어느 경우가 신비주의가 되어도, 수학자는 수학적 미는 진리라는 관점을 연장한다.
피타고라스와 피타고라스주의의 철학 학교는 문자 그대로의 수에 관한 진실성을 믿고 있었다. 두 개의 자연수의 비로서 표현할 수 없는 수의 존재는 자연스럽게 등지는 것이라고 생각하고 있던 그들에게 무리수의 존재의 발견은 큰 쇼크였다. 현대의 견해로는 피타고라스의 수에 관한 신비적인 취급은 수학자에 의한 것이라기보다는 수비술자에 의한 취급이라고 생각되고 있다. 피타고라스의 불충분하게 세련된 세계에서 결여하고 있던 것은 자연수의 비의 무한수열의 극한, 즉 현대의 실수에 관한 개념이다.
플라톤의 철학에서는 두 개의 세계, 즉 우리가 사는 물리적 세계, 그리고 수학을 포함한 보편의 진리를 가지는 개념적 세계가 있다. 그는 물리적 세계는 한층 더 완전한 개념 세계의 단순한 투영상이라고 믿고 있었다.
갈릴레오 갈릴레이는 모든 현대 물리학의 수학적 기반과 정합하는 일문으로서 '수학은 신이 창조한 세계를 설계하기 위해서 이용한 언어이다'라고 주장했다.
헝가리의 수학자, 에르되시 팔은 무신론자이지만, '신이 가장 아름다운 수학적 증명을 내리 쓴 상상의 서적이 있다'라고 생각하고 있다. 에르되시가 개별의 증명의 평가가 요구되었을 때, '그 신의 서적이 근거다! (from The Book!)'라고 절규했다. 이 세상을 신이 창조했을 때의 법칙에 관한 근원적인 진실의 발견으로서 수학은 신이라는 다른 종교에 대해 의인화되었지만 자연스러운 후보이다.
20세기의 프랑스의 철학자 알랭 바디우는 존재론은 수학이라고 주장한다. 바디우는 수학, 시, 그리고 철학의 사이의 깊은 연결을 믿고 있다.
얼마인가의 경우로는 자연철학자와 수학을 번용하는 다른 과학자는, 미와 물리적 진실한 동안의 비약적인 예상을 만들었지만, 진실하지 않은 것이 밝혀진 것도 있다. 예를 들면, 요하네스 케플러는 그의 생애에서, 당시 알려져 있던 태양계의 혹성의 궤도의 균형성은, 5개의 플라톤 입체의 배열로부터 신이 구성해, 각각의 궤도는 하나의 다면체에 외접 한편 다른 다면체에 내접하는 구 상에 있다고 믿고 있었다. 플라톤 입체는 확실히 5개 있어, 케플러의 가설은 6개의 혹성 궤도에만 적합하는 것이며, 후의 천왕성의 발견에 의해서 부정된다.
수리철학도 참조.

## 미와 수리 정보이론

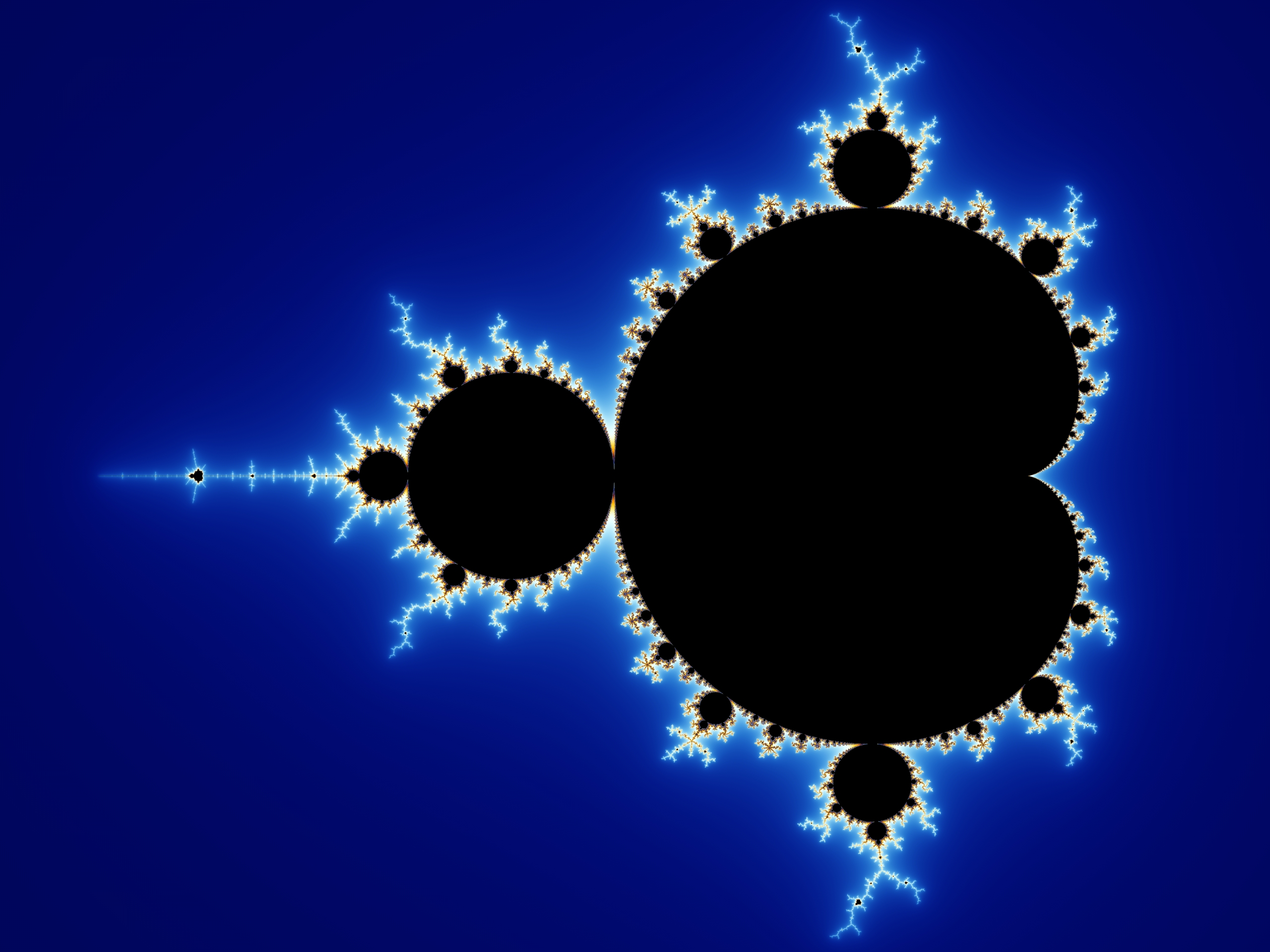
가시화된 잠재적인 미의 일례: 프랙털 이론성을 가지는 망델브로 집합의 전체상의 가시화.

1970년대, 아브라함 모레스와 프리다 네이크는 미와 정보처리, 정보이론의 사이의 관계를 조사했다.
1990년대에서는, 유진 슈미트후벨은 알고리즘적 정보이론에 근거하는 관찰자 의존의 주관적인 미에 관한 수학적 이론을 정식화해, 주관적으로 대항한 대상간으로의 가장 아름다운 것은 그 관측자가 가지는 사전 지식에 관련하는 짧은 알고리즘 표현을 가진다고 했다.
슈밋드후벨은 미와 흥미를 명시적으로 구별하고 있다.
후자의 흥미는 주관적으로 지각한 미의 1층 미분에 대응해, 관측자는 반복, 대칭성, 프랙털 이론 자기닮음성과 같은 질서의 발견에 의한 관측 결과의 추측성과 압축성을 계속 개량하고 있다.
계속 관측 사상이 전혀 없었던 것 같은 소량의 정보량으로 기술할 수 있도록, 관측자의 학습 과정 (인공 신경 회로망의 예측과 같은)이 개량 데이터 압축을 가져올 때마다, 압축 과정에 대응하는 데이터에의 일시적인 흥미를 가져와, 관측자에게 내재하는 호기적인 보수에 비례한다.
예를 들면, 복소수열의 극한의 존재·발산성의 문제는 옛부터 논의되고 있었지만, 방대한 계산량을 필요로 하는 그 전모 해명에는 컴퓨터의 계산 속도의 발달을 기다릴 필요가 있었다.
특히 브누아 망델브로는 어떤 종류의 복소수열로의 이 문제의 거동에 대해 연구해, 프랙털 이론성·자기닮음성이라는 매우 기묘한 행동을 가지는 망델브로 집합을 발견했다.
프랙털 이론 기하학이나 혼돈 이론을 소재로 한 이러한 시각화 영상은, 수학과 컴퓨터 과학·수리 정보이론의 경연에 의한, 수학이 가지는 잠재적인 미의 가시화라고 할 수 있다.
이것은 차절로 말하는 디지털 아트의 발전의 방아쇠의 하나가 되는 것과 동시에, 직접적은 아니라도 수리 정보이론, 특히 정보 압축의 진전에의 자극이 된 것은 특필할 수 있다.

## 일본에서
일본에서는, 전문지 '수학 세미나'의 '우아한 해답도 풍부하다'라는 코너가 장기에 걸쳐 '우아한 해' ('미'와 닮은 개념이라고 말할 수 있을 것이다)를 취급하고 있다.

## 수학과 예술

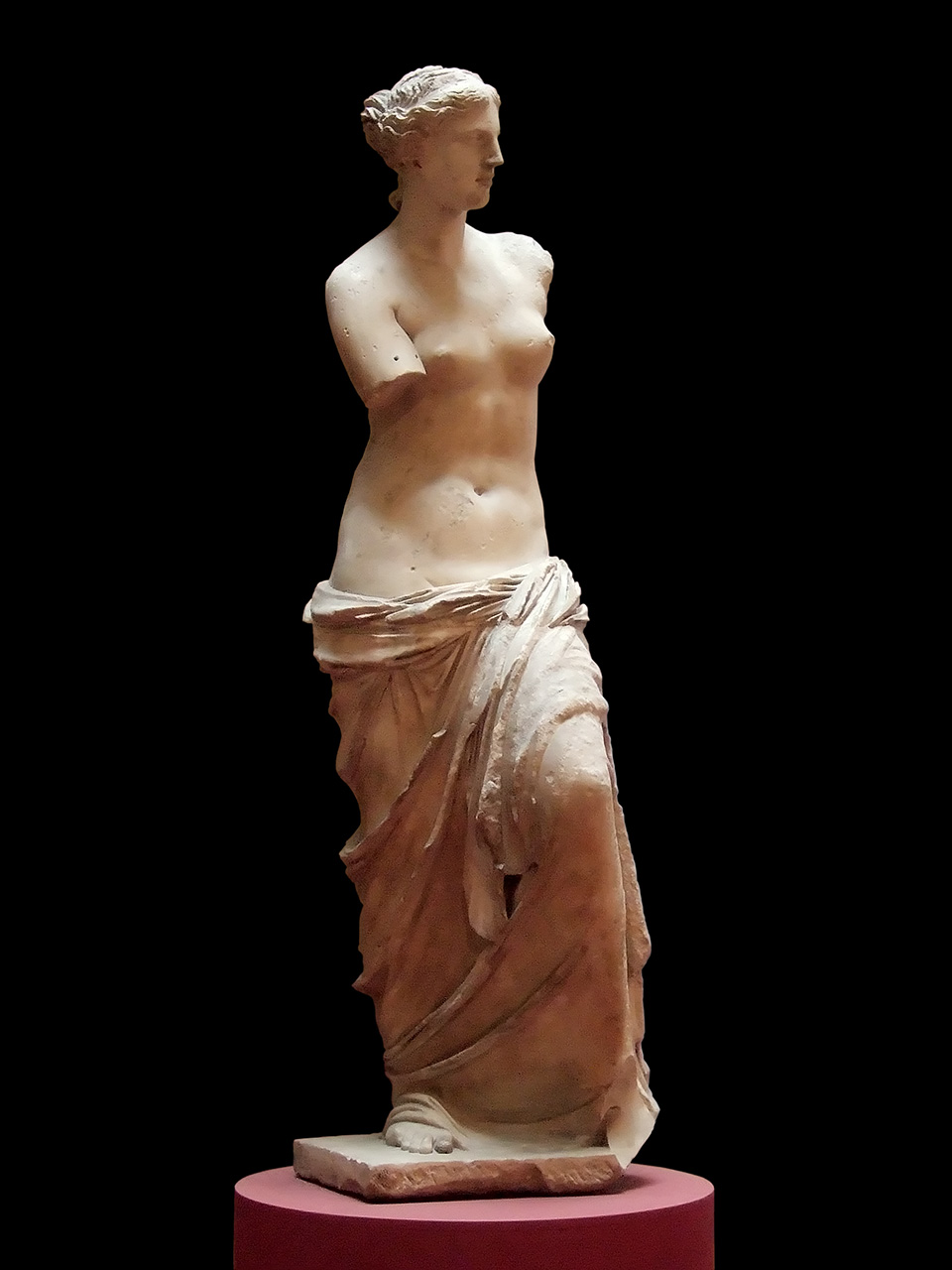
황금비가 찾아내진다고 여겨지는 미로의 비너스

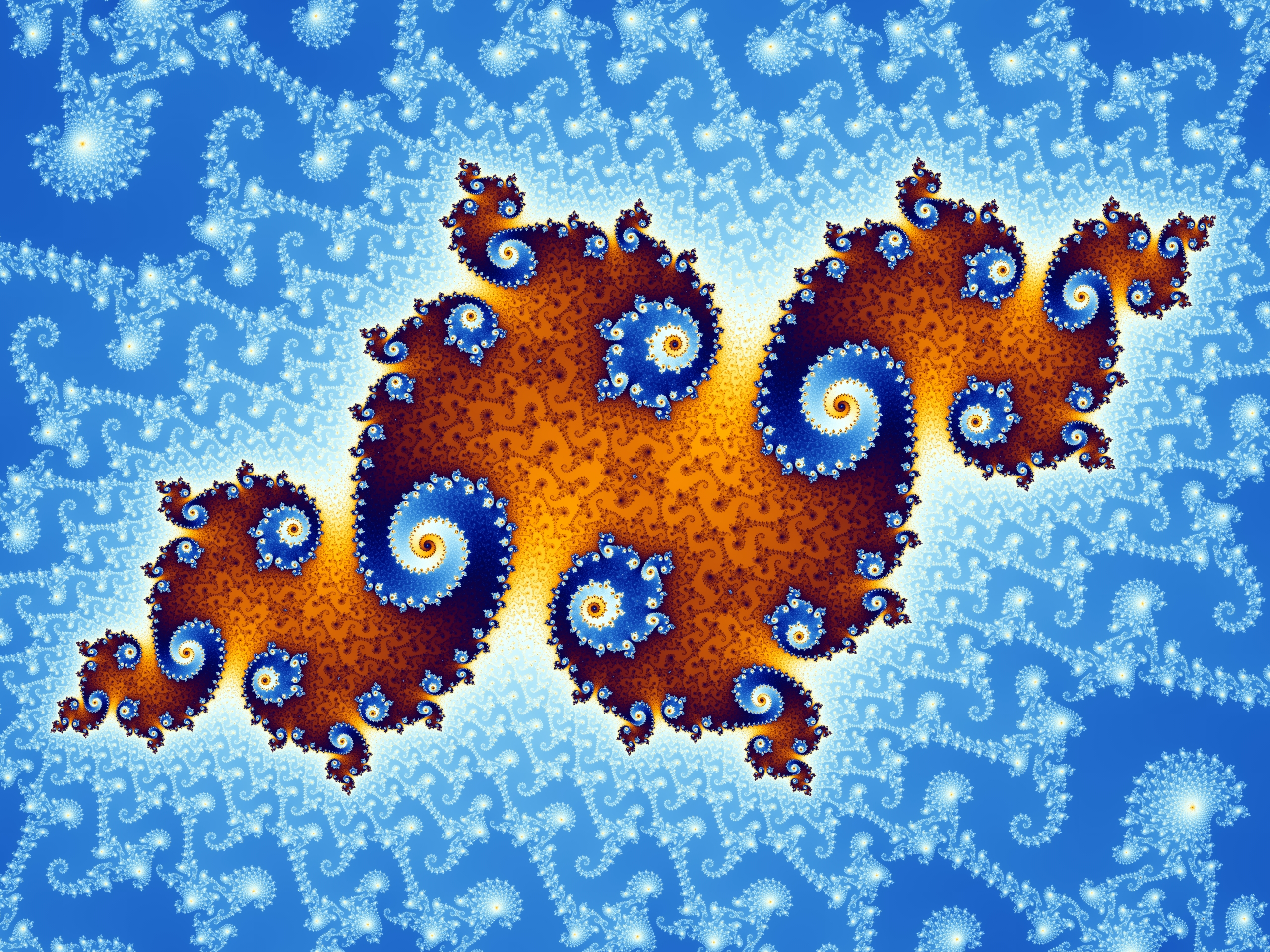
표현의 미의 일례: 줄리아 집합

수학에서의 미학의 심리는, 통합 심리학에서의 피에로 페룻치의 실적인 정신 해석학 이후의 수법, 인지 심리학 (셰퍼드 톤 (무한 음계)에서의 자기닮음을 이용한 착각의 연구), 미학적 평가의 신경 심리학, 등에서 연구되고 있다.
이들은 단지 수학의 예술에의 응용으로서만이 아니고, 수학이 가지는 미를 보다·듣다·느끼다라는 방법에 따르는 표현, 즉 표현의 미를 가져온다.
덧붙여 이들은 단지 수학을 이용한 예술로서 취급해야 할 것이 아니고, 수학의 심층미가 거기에 존재하는 것이 중요할 것이다.
몇 개의 예술 분야에서의 수학적 미의 예를 이하에 나타낸다.
음악
이안니스 크세나키스의 확률적 음악, 요한 세바스찬 바흐의 대위법, 이고리 스트라빈스키의 봄의 제전과 같은 폴리 리듬적 구조, 엘리엇 카터의 Metric modulation, 아르놀트 쇤베르크의 12음주의로의 순열, 그리고 카를하인츠 슈토크하우젠의 Hymnen에서의 shepherd 톤의 응용 등.
무용방법
상훌은 Temple of Rudra (오페라)에서의 무용 방법에 적용되고 있다.
미술
미술 속으로의 현저한 일례는 황금비이다. 미술 작품에서의 대상물의 형태, 구도, 등에서 안정성의 하나의 근거로서 이용되고 있다. 이것이 수학적인 정의에 의한 황금비의 수입에 의하는 것인에 해라, 결과적으로 미술 작품으로부터 황금비가 찾아내진 것인에 해라, 수학과 미술의 관련성을 나타내는 의미가 있는 예이다. 이러한 안정성을 주는 다른 예로서 백은비, 피보나치 수가 있다.
비주얼 아트
혼돈 이론과 프랙털 이론 기하학의 디지털 아트에의 응용, 레오나르도 다 빈치의 대칭성의 연구, 르네상스 미술의 원근법의 개발에서의 사영기하학, 옵아트로의 구라두, 잘밧티스타 젯라 포르타의 카메라 옵스큐라로의 광기하학, 해석적인 입체파와 미래파 등.

## 같이 보기
- 서술적 과학
- 규범적 과학
- 수리철학
- 수학과 건축
- 심미
- 미학
- 예술
- 발견법
- 황금비
- 백은비
- 4색정리
- 미학회
- 예술학

## 참고 문헌
- Aigner, Martin, and Ziegler, Gunter M. (2003), en:Proofs from THE BOOK, 3rd edition, Springer-Verlag.

- Chandrasekhar, Subrahmanyan (1987), Truth and Beauty: Aesthetics and Motivations in Science, University of Chicago Press, Chicago, IL.

- Hadamard, Jacques (1949), The Psychology of Invention in the Mathematical Field, 1st edition, Princeton University Press, Princeton, NJ. 2nd edition, 1949. Reprinted, Dover Publications, New York, NY, 1954.

- Hardy, G.H. (1940), A Mathematician's Apology, 1st published, 1940. Reprinted, en:C.P. Snow (foreword), 1967. Reprinted, Cambridge University Press, Cambridge, UK, 1992.

- Hoffman, Paul (1992), en:The Man Who Loved Only Numbers, Hyperion.

- Huntley, H.E. (1970), The Divine Proportion: A Study in Mathematical Beauty, Dover Publications, New York, NY.

- Loomis, Elisha Scott (1968), The Pythagorean Proposition, The National Council of Teachers of Mathematics. Contains 365 proofs of the Pythagorean Theorem.

- Peitgen, H.-O., and Richter, P.H. (1986), The Beauty of Fractals, Springer-Verlag.

- Strohmeier, John, and Westbrook, Peter (1999), Divine Harmony, The Life and Teachings of Pythagoras, Berkeley Hills Books, Berkeley, CA.

- Rota, Gian-Carlo (1977), “The phenomenology of mathematical beauty”, 《Synthese》 111 (2): 171–182, doi:10.1023/A:1004930722234
- Monastyrsky, Michael (2001), “Some Trends in Modern Mathematics and the Fields Medal” (PDF), 《Can. Math. Soc. Notes》 33 (2 and 3)